# Margão
Margão (kannada मडगांव Moddganv, és una ciutat de Goa, la capital comercial de l'estat i capital del districte de South Goa (a més a més de la taluka de Salcette). El nom deriva de Mathagrām que vol dir vila amb un monestir. Està situada a 15° 18′ N, 73° 57′ E / 15.30°N,73.95°E a la riba del Sal. Al cens del 2001 tenia 78.393 habitants el que la feia la primera ciutat de l'estat.

## Història
Era una ciutat de certa importància amb nombrosos monestirs i poblada de bramans; disposava d'universitat i biblioteca. Va caure en mans dels portuguesos que van destruir els temples hindús el 1543 sent substituïts per esglésies catòliques.
Margão era part de la província de l'Índia Portuguesa, subdividit en comarques, aquestes en municipis (entre ells Margão o Salsette) i aquests en parròquies. La primera església hi fou construïda el 1565 i els jesuïtes van construir un col·legi el 1574 que després fou traslladat a Racho a 10 km al nord-est. Així va restar fins que fou conquerida per l'Índia i va ser integrada al territori de Goa, Daman i Diu, formant llavors part del districte de Goa organitzat el 1965. El 30 de maig de 1987 el districte fou elevat a categoria d'estat (Daman i Diu van restar territori) i es van crear dos districtes: North Goa i South Goa, sent Margão declarada la capital del segon.

## Galeria

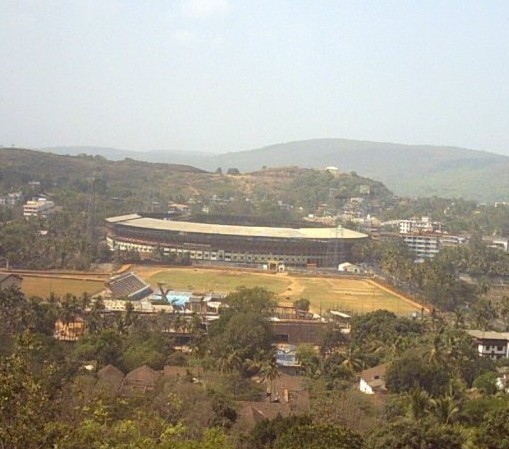
Estadi Jawaharlal Nehru
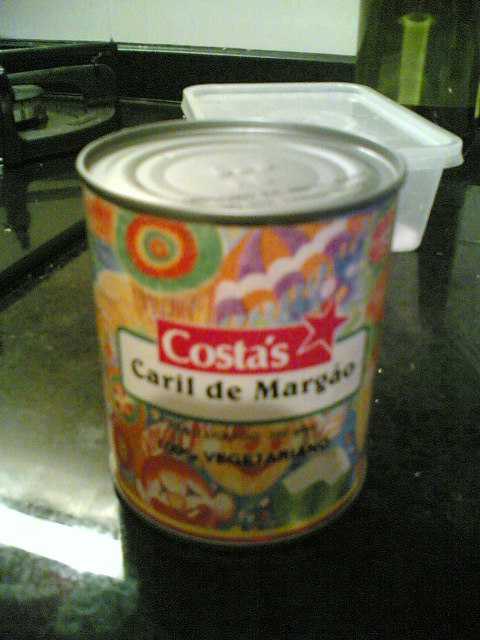
Curry de Margão a Portugal